# Piogaster lucida
Piogaster lucida är en stekelart som beskrevs av Constantineanu 1969. Piogaster lucida ingår i släktet Piogaster och familjen brokparasitsteklar. Inga underarter finns listade i Catalogue of Life.